# Eufemia di Rugia
Eufemia di Rugia (Principato di Rugia, circa 1280 – Norvegia, 1º maggio 1312) è stata una nobile tedesca, regina di Norvegia tra il 1299 e il 1312 in quanto moglie di re Haakon V.

## Biografia
Era una figlia minore del principe Wizlaw II di Rugia, che la diede in sposa a re Haakon V di Norvegia nel 1299, probabilmente per formare un'alleanza. Il 1º novembre 1299 la coppia reale fu incoronata, a Oslo o forse Nidaros. Come dote Eufemia portava 3000 marchi d'argento, mentre Haakon le concesse una rendita di 1200 marchi d'argento e il possesso del feudo di Bygdøy, vicino a Oslo. Quando il padre redasse il proprio testamento nel 1302, tra i testimoni citati alla stesura del documento vi sono anche Eufemia e il marito Haakon.
Pare che Eufemia fosse una donna acculturata e che apprezzasse molto la letteratura cavalleresca, e commissionò tra il 1303 e il 1312 la traduzione di vari poemi epici del continente, principalmente riguardanti il ciclo arturiano, nelle lingue scandinave, principalmente in svedese. Tali composizioni vennero dette Eufemiavisorna ("Ballate di Eufemia") e contribuirono a preservare testi che altrimenti sarebbero andati perduti e a diffondere la cultura cavalleresca in Scandinavia.
Ad Haakon Eufemia diede una sola figlia, Ingeborg, che sposò il principe svedese Erik Magnusson (che pare Eufemia ammirasse molto, forse essendone anche innamorata) e fu madre del successivo re Magnus VII, che unificò la penisola scandinava sotto il suo dominio. Gli Annali islandesi registrano la morte di Eufemia nel maggio 1312; la regina fu tumulata nella chiesa di Santa Maria di Oslo, che aveva favorito durante la vita in Norvegia, e alla sua morte alcuni anni più tardi anche re Haakon fu tumulato accanto a lei. La chiesa, andata distrutta nel corso dei secoli, è stata oggetto di scavi archeologici, e i resti di due persone, ritenuti le spoglie di Eufemia ed Haakon, sono stati prelevati e interrati con tutti gli onori nella fortezza di Akershus.